# Коронавірусна хвороба 2019 у Австралії
Коронавірусна хвороба 2019 у Австралії — розповсюдження вірусу територією країни.

## Перебіг подій

### 2020
Перший випадок в Австралії зераєстровано 25 січня в штаті Вікторія у чоловіка, що повернувся з Уханю.
1 лютого було повідомлено про 10-й випадок.
2 лютого в Південній Австралії зафіксовано два випадки: 60-річний чоловік та 60-річна жінка, які повернулися з Уханю 20 січня.
28 лютого у штаті Квінсленд повідомили про новий випадок: 63-річна жінка, яка повернулася з Ірану трьома днями раніше.
29 лютого уряд поширив примусовий карантин для людей, що повертаються з Ірану, вимагаючи провести тиждень в іншій країні, перш ніж потрапити до Австралії.
22 березня уряди штату Новий Південний Уельс та Вікторія відреагували на пандемію, закривши всі заклади сфери послуг, що не є необхідними, тоді як уряди Західної Австралії та Південної Австралії прийняли рішення про закриття кордонів. 21 березня було запроваджено режим соціального дистанціювання, що передбачає 4 м2 на особу в будь-якому закритому приміщенні.

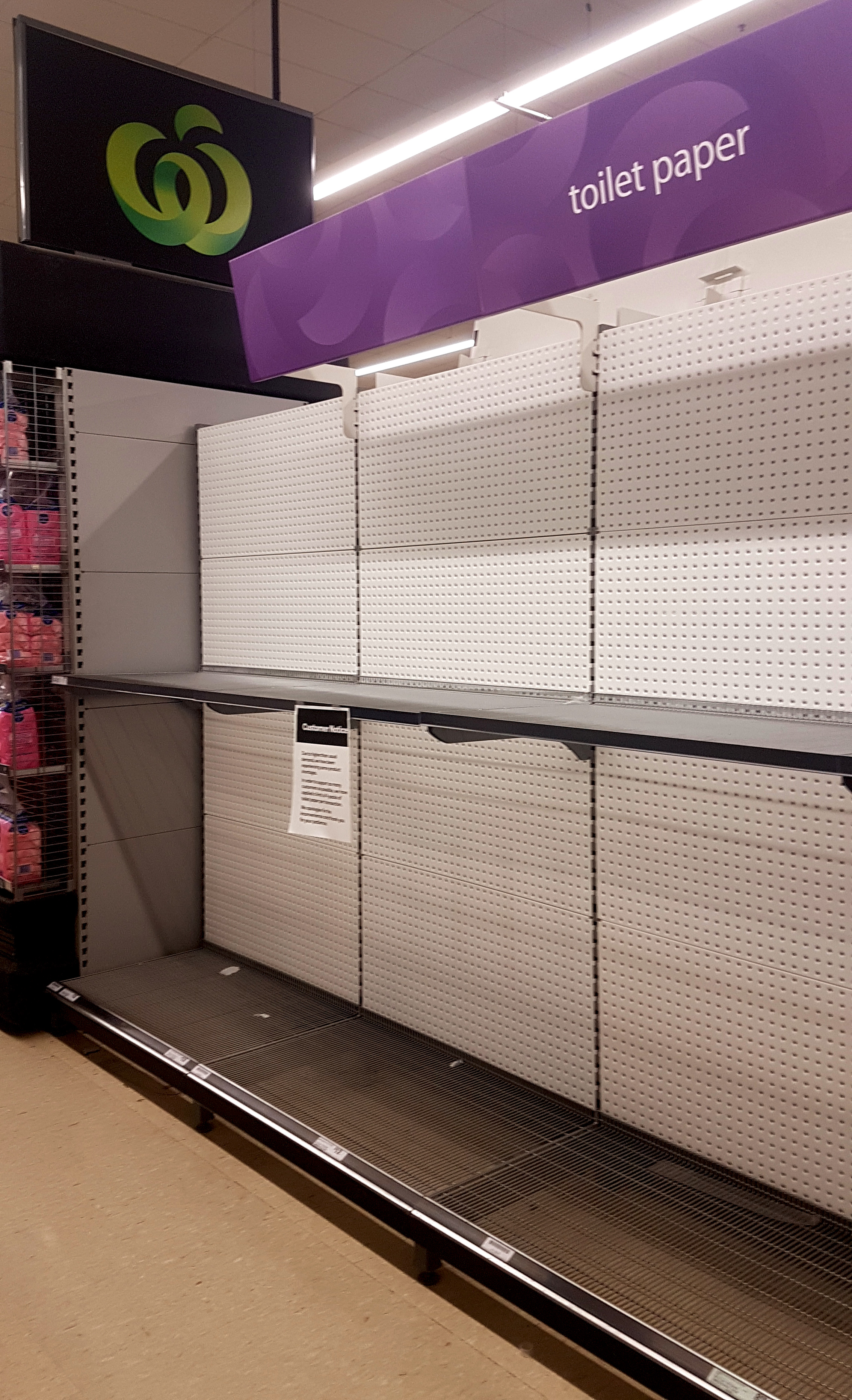
Результат панічної купівлі — порожні полиці, 4 березня 2020 року в передмісті Аделаїди, Паралові.

22 березня вся країна запровадила карантин. Станом на 22 березня в Австралії було зареєстровано 1352 випадки, найбільша кількість випадків — у Новому Південному Уельсі (532).
На початку липня в країні було зафіксовано новий спалах коронавірусу, влада країни вирішила вперше за більш ніж 100 років закрити кордони між штатами з 7 липня.
9 липня місто Мельбурн було закрито на жорсткий карантин, містяни лишатимуться вдома протягом шести тижнів.
20 грудня в країні було виявлено новий штам коронавірусу з Великої Британії.
21 грудня в країні було посилено карантин, Сідней було ізольовано на в'їзд та виїзд. Штат Південна Австралія ввів двотижневий карантин для тих, хто прибуває до Сіднею. Штат Західна Австралія закрив кордони.

### 2021
18 січня Міністр охорони здоров'я Австралії Брендан Мерфі заявив, що кордони країни навряд чи буде відкрито 2021 року.
У квітні Австралія й Філіппіни заявили про обмеження використання вакцини AstraZeneca, натомість Африканський союз відмовився від її закупок. 17 квітня після летального випадку міністр охорони здоров'я Грег Хант заявив, що Австралія продовжить вакцинацію населення.
30 червня в Австралії було скасувано вікові обмеження для щеплення вакциною AstraZeneca.
20 липня через поширення штаму «Дельта», штати Вікторія і Новий Південний Уельс оголосили карантин.
31 липня прем'єр-міністр Австралії Скотт Моррісон заявив, що розгляд відкриття кордонів країни почнеться після вакцинації щонайменше 80% дорослого населення Австралії.
12 серпня в Канберрі оголосили тижневий карантин після того, як у місті було зафіксовано перший за 13 місяців випадок зараження. 26 серпня в Сіднеї було зафіксовано рекордні добових COVID-заражень, за добу виявлено 919 хворих.
У вересні у Сіднеї було введено обмеження для невакцинованих осі на відвідування магазинів та закладів громадського харчування.

### 2022
1 січня в Австралії виявили найбільше випадків COVID-19 від початку пандемії: понад 33 тис. випадків, це перевизило 32 тис. випадків, зареєстрованих на день раніше. 7 січня в країні фіксували 150 тисяч.
З 21 лютого в Австралії вперше після закриття кордону з початку пандемії дозволять в'їзд у країну для всіх вакцинованих двома дозами. До цього в'їхати в країну могли тільки громадяни Австралії та особи, які проживають в країні.